# Z (軍隊符号)
Z（ラテン文字）は、2022年ロシアのウクライナ侵攻に参加したロシア連邦軍の軍用車両に記されたいくつかの符号の一つであり、自軍と敵軍を区別することを目的に記されていると推測されている。
タカ派のシンボルとして、「Z」はロシア連邦政府によってプロパガンダツールとして、またロシアの民間人によって侵略への支援の印として使用されてきた。一方、チェコ政府は「Z」符号を卐に相当するものとして分類しており、カザフスタンとキルギスは「Z」符号を車両に公に掲示することを禁止している。

## 符号
ウクライナ軍によると、2022年ロシアのウクライナ侵攻の際に、ロシア連邦軍は次のような意味で符号を使用した。
- Z: 東部軍管区からのロシア連邦軍
- 🅉 (四角内): クリミア半島からのロシア連邦軍
- O: ベラルーシからの軍
- V: ロシア海軍歩兵
- X: チェチェン共和国軍 (カディロフツィ)
- A: 緊急対応特殊課、アルファ部隊、特殊作戦軍を含む特殊部隊

### 意味

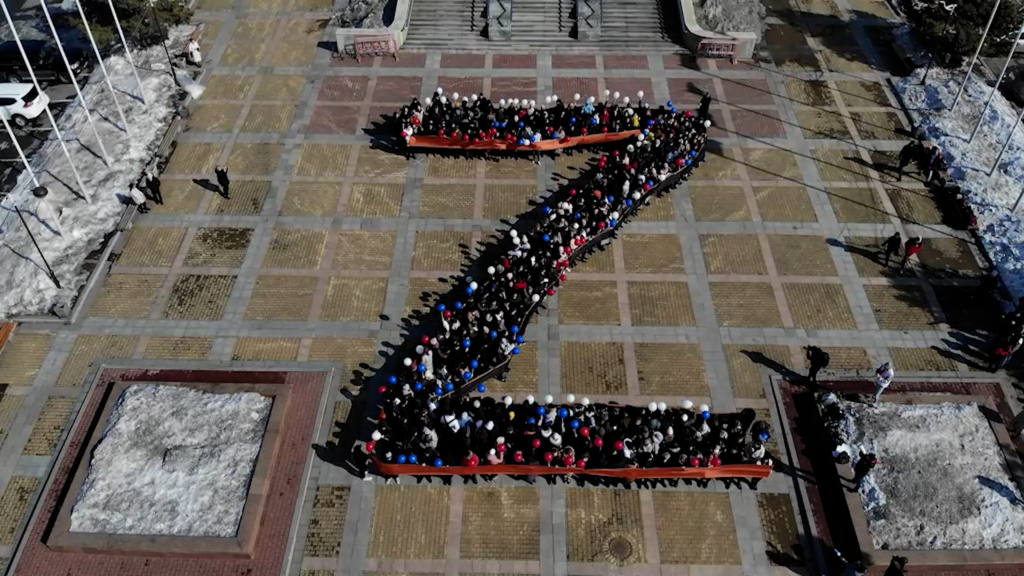
統一ロシア青年隊を含むハバロフスクの住民達による「Z」の人文字

「Z」そのものが具体的に何を意味しているのかについては不明瞭である。意味は上記のウクライナ軍の説明の通りであったとしても、「なぜ東部軍管区からの部隊にZの文字を用いるのか」「なぜキリル文字に存在しないZをわざわざ使うのか」という疑問は残っている。ただし、キリル文字には”Z”に相当するアルファベット(З)がある。
ロシア国防省は、写真・動画共有SNSのInstagramにおける同省の公式アカウントにおいて、様々な単語の一部として「Z」を配置する画像を投稿したという。例えば「за победу」（za pobedu）の頭文字「з」（ラテン文字のzに相当するキリル文字）とするもので、「за」は「～のために」、「победу」は「勝利」の意であるため、「за победу」は「勝利のために」というスローガンである。他にも「за мир」（za mir 「平和のために」）とした画像や、「за правду」（za pravdu 「真実のために」）とした画像、さらには英単語「demilitarization」（非軍事化）「denazification」（非ナチ化）の一部とした画像も投稿したという。
2022年4月18日、国営放送であるロシア1のニュース番組でロシア連邦軍による戦勝記念日のリハーサルについて報じた際、ニュースキャスターがなぜ「Z」という文字が使われているのかについて言及した。「Z」とは数字の7を2つ、うち1つを逆さまにして重ねたものである。つまり「77回目の戦勝記念日」を意味する「Z」であり、それが「ウクライナからドンバスを取り戻す」というスローガンを表すとともにウクライナ侵攻の象徴になったとしている。
いずれにしてもその意味の曖昧さにもかかわらず、”Z”という文字単独で侵略行為そのもの、侵略支持そして愛国心を表すタカ派のシンボルとして使用されている。また宣伝などで”З”で表記される部分をあえて”Z”に書き換えて表記、すなわち例えば上述の「За победу」が「Zа победу」とする例も見られる。

## 反応
ウイルソン・センターのカミル・ガリエフは、2022年3月7日、「ほんの数日前に発明された符号は、新しいロシアのイデオロギーと国民的アイデンティティの象徴になった」と述べた。
また、ドイツのニーダーザクセン州とバイエルン州は、3月26日にウクライナに侵攻したロシア軍がシンボルマークとして使っている「Ｚ」符号について公の場で表示することを非合法化し、違反した場合は禁固刑や罰金刑になる場合がある。ドイツ国内では刑法の適用対象になる可能性があり、駐米ドイツ大使館もツイッターで広報を行なっている。
「Z」を社名・商品・作品に用いている企業・団体も対応に追われている。社名ロゴに「Z」を用いているスイスの保険会社チューリッヒはソーシャルメディア上での同社ロゴ使用中止をグループ会社に指示。サムスン電子は折りたたみ式スマートフォン「Samsung Galaxy Z Fold 3」と「Samsung Galaxy Z Flip 3」のバルト三国向け商品名をそれぞれ「Samsung Galaxy Fold 3」と「Samsung Galaxy Flip 3」の「Z」を削除したものに変更。「Z」をトレードマークとして用いるキャラクター「怪傑ゾロ」の版権を所有・管理するアメリカのZorro Productionsはゾロと彼のトレードマーク「Z」が、正義の追求と迫害された人々の擁護を表すことを示すとともに、ウラジーミル・プーチンの戦争を非難し、ウクライナの人々や正義を求める人々との連帯を表明した。ブリザード・エンターテイメントは同社開発のコンピュータゲーム「オーバーウォッチ」に登場するロシア出身キャラクター「ザリヤ」のスキンに描かれていた「Z」の文字を削除した。ロゴマークに「Z」を用いていた日本の格安航空会社ZIPAIR Tokyoは、乗客からの不安の声を受け、6月より「Z」のロゴマークの使用を取り止めることを発表した。